# Papa Sixt al V-lea
Papa Sixt al V-lea (n. 13 decembrie 1521, Grottammare, Marchia Anconitana, Statele Papale – d. 27 august 1590, Roma, Statele Papale) a fost un papă al Romei.
În anul 1585 a înființat Academia Santa Cecilia din Roma, cea mai veche instituție de învățământ superior muzical din lume.
În anul 1587, în locul statuii lui Traian, aflată inițial în vârful Columnei lui Traian din Roma, dar topită în Evul Mediu, a fost așezată din ordinul Papei Sixt al V-lea o statuie a Sfântului Petru.